# Æthelheard av Wessex
Æthelheard av Wessex, död 740, var en engelsk monark. Han var kung av Wessex 726–740. 